# Эрставик, Ханне
Ханне Эрставик (норв. Hanne Ørstavik; род. 28 ноября 1969, Тана, Финнмарк) — норвежская писательница.

## Биография
Родилась 28 ноября 1969 года в коммуне Тана, фюльке Финнмарк в Норвегии. В 16 лет переехала в Осло. Окончила Университет Осло по специальностям психология, социология и французский язык.
Дебютировала в 1994 году романом Hakk, став одним из ярких представителей современной норвежской прозы.
Призёр и лауреат многих литературных премий.
Книги Ханне Эрставик переведены на 15 языков.

## Награды
- Tanums kvinnestipend (1998)
- NRK P2 Listener’s Prize (1999, за Like sant som jeg er virkelig)
- Sult Prize (1999)
- Havmannprisen (2000, за Tiden det tar)
- Oktober Prize (2000)
- Dobloug Prize (2002)
- Amalie Skram Prize (2002)
- Klassekampen’s Literary Award (2004, за Presten)
- Премия Браги (2004, за Presten)
- Премия издательства «Аскехоуг» (2007)